# Clérambard (pièce de théâtre)
Cet article concerne la pièce de théâtre. Pour le film, voir Clérambard (film).
Clérambard est une pièce de théâtre de Marcel Aymé représentée pour la première fois le 13 mars 1950 sur la scène de la Comédie des Champs-Élysées.

## Argument
Hector de Clérambard, noble ruiné, fait régner la terreur sur sa famille (elle doit marcher au pas, tricoter et vendre des chandails) et sur les animaux qu’il tue par pur plaisir sadique.
Un jour il rencontre saint François d’Assise, et, bouleversé par cette apparition, change totalement d’attitude. Il se met à imposer la sainteté à son entourage : il aime désormais les bêtes, veut marier son fils à une prostituée qui est, pour lui, une victime innocente et ferait bien partager à tous les siens les délices de la pauvreté et de la mendicité.
Du côté de l’aristocratie, de la bourgeoisie désireuse de s’allier à la noblesse et de ceux qui pensent plus au plaisir qu’à Jésus-Christ, ça renâcle. Mais comment résister à Clérambard, fou de Dieu réversible ?

## Comédie des Champs-Élysées, 1950
- Mise en scène : Claude Sainval
- Décors : Jean-Denis Malclès
- Costumes : Jean-Denis Malclès

Personnages :
- Comte Hector de Clérambar : Jacques Dumesnil
- Comtesse Louise de Clérambar : Huguette Duflos
- Vicomte Octave de Clérambar : Robert Lombard
- La Langouste : Mona Goya
- Le curé : Georges Cusin
- Saint François d'Assise : Claude Sainval
- Maître Galuchon : Léonce Corne
- Évelyne Galuchon : Danièle Seller

## Comédie des Champs-Élysées, 1954
Première représentation le 1er mai 1954 à la Comédie des Champs-Élysées.
- Mise en scène : Claude Sainval
- Décors : Jean-Denis Malclès

Personnages :
- Comte Hector de Clérambar :  Jacques Dumesnil
- Comtesse Louise de Clérambar : Huguette Duflos
- Vicomte Octave de Clérambar : Jacques Duby
- La Langouste : Dora Doll
- Le curé : Camille Guérini
- Saint François d'Assise : Jean Brassat
- Maître Galuchon : Léonce Corne
- Évelyne Galuchon : Laurence Bataille
- Madame de Léré : Marcelle Hainia
- Madame Galuchon : Suzanne Demars
- Etiennette Galuchon : Sylvine Delannoy
- Brigitte Galuchon : Joëlle Robin
- 1er Dragon : Jean Vallienne
- 2e Dragon : Roger Lauran
- 3e Dragon : Jean-Pierre Delage

## Comédie des Champs-Élysées, 1986
Première représentation le 16 septembre 1986 à la Comédie des Champs-Élysées.
- Mise en scène : Jacques Rosny
- Décors : Pace
- Costumes : Roger Jouan

Personnages :
- COMTE HECTOR DE CLÉRAMBARD : Jean-Pierre Marielle
- COMTESSE LOUISE DE CLÉRAMBARD : Danièle Lebrun
- VICOMTE OCTAVE DE CLÉRAMBARD : Nicolas Vaude
- LA LANGOUSTE : Nadia Barentin
- MADAME DE LÉRÉ : Denise Provence
- LE CURÉ : Jean-Pierre Rambal
- SAINT FRANÇOIS D'ASSISE : Jean-Michel Vanson
- MAÎTRE GALUCHON : Gilbert Guillaud
- EVELYNE GALUCHON : Caroline Appere
- MADAME GALUCHON : Brigitte Winstel
- ETIENNETTE GALUCHON : Bérangère Jean
- BRIGITTE GALUCHON : Sabine Thomas
- LE 1ER DRAGON, LE DOCTEUR: Jean-Pierre Chevallier
- LE 2E DRAGON : Pierre-Jean Cherer

## Théâtre Hébertot, 2008
Du 16 septembre au 31 octobre 2008 au Théâtre Hébertot.
- Mise en scène : Nicolas Briançon

Personnages :
- COMTE HECTOR DE CLÉRAMBARD : Jean-Marie Bigard
- COMTESSE LOUISE DE CLÉRAMBARD : Véronique Boulanger
- VICOMTE OCTAVE DE CLÉRAMBARD : Nicolas Biaud-Mauduit
- LA LANGOUSTE : Sophie Tellier
- MADAME DE LÉRÉ : Hélène Surgère
- LE CURÉ : Jean-François Guilliet
- LE MOINE, LE DOCTEUR : Dominique Daguier
- MAÎTRE GALUCHON : Philippe Uchan
- EVELYNE GALUCHON : Maud Heywang
- MADAME GALUCHON : Fabienne Chaudat
- ETIENNETTE GALUCHON : Maurine Nicot
- BRIGITTE GALUCHON : Lola Marois
- LE DRAGON : Thibaud Lacour

## Théâtre 13, 2017
Du 14 novembre au 23 décembre 2017 au Théâtre 13.
- Mise en scène : Jean-Philippe Daguerre

Personnages :
- Comte Hector de Clérambar : Franck Desmedt
- Comtesse Louise de Clérambar :
- Vicomte Octave de Clérambar :
- La Langouste : Flore Vannier-Moreau
- Le curé :
- Saint François d'Assise :
- Maître Galuchon :
- Évelyne Galuchon :

## Auguste Théâtre, 2024
Du 30 novembre au 15 décembre 2024 à l'Auguste Théâtre.
- Mise en scène : Gaëlle Meunier

Personnages :
- Comte Hector de Clérambard : Daniel Counillet
- Comtesse Louise de Clérambard : Thérèse-Marie Poreye
- Vicomte Octave de Clérambard : Ruben Wolzok
- La Langouste : Béatrice Amaury
- Saint François d'Assise / Sœurs Galuchon : Zoé-Colette Forleo
- Le curé : Rémi Guyon
- Maître Galuchon : Bérenger Simon
- Le dragon / Le docteur : Dylan Remacha